# Maria Pierina De Micheli
La Beata Maria Pierina De Micheli (11 de septiembre de 1890 - 26 de julio de 1945) fue una religiosa católica que nació cerca de Milán en Italia. Es conocida por su asociación con el Santo Rostro de Jesús, una de las devociones católicas, y por introducir una medalla con una imagen de la Sábana Santa de Turín como parte de esta devoción.
En abril de 2009 el Papa Benedicto XVI adelantó su proceso de beatificación al reconocer formalmente un milagro que se le atribuye. Fue beatificada el domingo 30 de mayo de 2010 en la Basílica de Santa María la Mayor de Roma por el arzobispo Angelo Amato, prefecto de la Congregación para las Causas de los Santos de la Curia Romana. Aunque no estuvo presente en la misa de beatificación, el Papa Benedicto XVI destacó su "extraordinaria devoción" al Santo Rostro de Cristo en la audiencia del Ángelus del domingo siguiente.

## Primeros años
Nació como Giuseppina De Micheli en Milán el 11 de septiembre de 1890. Desde muy joven conoció la devoción del Santo Rostro de Jesús, iniciada casi un siglo antes por una monja carmelita francesa, Sor María de San Pedro, de Tours, Francia. Giuseppina entró en la Congregación de las Hijas de la Inmaculada Concepción en octubre de 1913, y tomó el nombre de Sor María Pierina el 16 de mayo de 1914, cuando emitió sus votos. Luego fue enviada a la casa madre de Buenos Aires, Argentina, donde permaneció hasta 1921. Mientras estuvo allí, su apego a la devoción del Santo Rostro se hizo más fuerte. Tras su regreso a Milán, fue elegida madre superiora de su casa y comenzó a difundir la devoción.

## Visiones

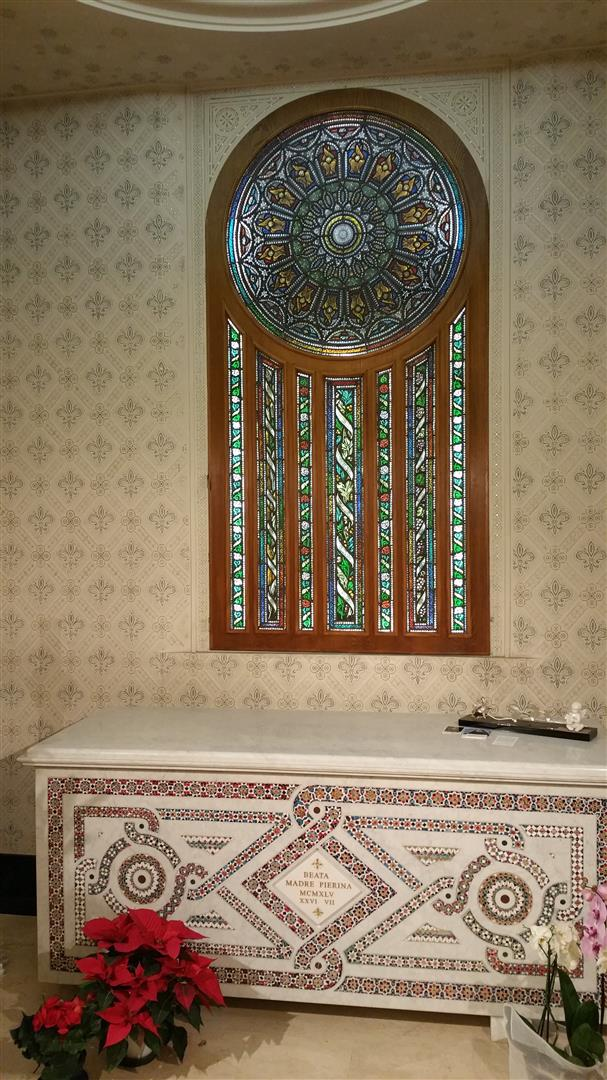
Tumba de la beata Maria Pierina.

En el primer viernes de Cuaresma 1936 relató una visión de Cristo en la que se le apareció Jesús y le dijo: "Quiero que mi Rostro, que refleja los dolores íntimos de mi Espíritu, el sufrimiento y el amor de mi Corazón, sea más honrado. Quien medita en Mí, me consuela". Otras visiones de Jesús y de María que le fueron comunicadas, impulsaron a Sor María Pierina a realizar una medalla con el Santo Rostro de Jesús. Después de algunos esfuerzos, logró obtener el permiso para reproducir la fotografía de la Sábana Santa de Turín y la autorización de la curia de Milán para proceder a la impresión de la medalla en 1940. La medalla pasó a llamarse "Medalla de la Santa Faz".
En una de las caras de la medalla aparece una réplica de la Sábana Santa de Turín y una inscripción basada en el Salmo 66:2: Illumina, Domine, vultum tuum super nos, es decir, "Que, oh Señor, la luz de tu rostro brille sobre nosotros". En el otro lado de la medalla, hay una imagen de una Sagrada Hostia radiante, el monograma del Santo Nombre ("IHS") y la inscripción Mane nobiscum, Domine, es decir, "Quédate con nosotros, Señor".

## Aprobación de la medalla del Santo Rostro
La primera medalla del Santo Rostro fue ofrecida al Papa Pío XII que aprobó la devoción y la medalla. También había informado que Jesús quería una fiesta especial el día anterior al Miércoles de Ceniza en honor a su Santo Rostro, que sería precedida por una novena (9 días) de oraciones. En 1958, el Papa Pío XII declaró como fiesta de la Santa Faz de Jesús el Martes de Carnaval, el martes anterior al Miércoles de Ceniza, para todos los católicos.

## Años finales
En 1941 escribió en su diario: "Siento un profundo anhelo de vivir siempre unida a Jesús, de amarlo intensamente porque mi muerte sólo puede ser un transporte de amor con mi Esposo, Jesús." Sor María Pierina murió el 26 de julio de 1945 en Milán. Sus restos se encuentran en el Instituto del Espíritu Santo de Roma.